# レミ・オーブション
レミ・オーブション（Remi Aubuchon）は、アメリカ合衆国の脚本家、プロデューサーである。TNTのテレビシリーズ『フォーリング スカイズ』の脚本・製作総指揮で知られる。

## キャリア
元々は舞台演出をしていたがテレビの脚本家となり、『フロム・ジ・アース/人類、月に立つ』などに参加する。
2004年から2005年にかけては『Summerland』で製作総指揮を務める。2009年には『GALACTICA/ギャラクティカ』の前日譚『Caprica』を企画するが、パイロット版の脚本執筆段階で降板し、『Persons Unknown 〜そして彼らは囚われた』のショーランナーとなった。2010年3月、『スターゲイト ユニバース』の第2シーズンの脚本に参加した。
2012年、TNTのテレビシリーズ『フォーリング スカイズ』の第2シーズンに参加し、脚本・製作総指揮の他にショーランナーを務めた。
2023年に始まったAppleTV+の『サイロ』では製作総指揮と脚本を務める。